# Patrice Talon
Patrice Talon (Ouidah, 1º maggio 1958) è un politico e imprenditore beninese, Presidente del Benin dal 6 aprile 2016 dopo la vittoria alle elezioni presidenziali del 6 e 20 marzo 
Nel settembre 2021, Patrice Talon e Thomas Boni Yayi, alleati politici divenuti nemici, si sono incontrati al Marina Palace di Cotonou. Durante questo tête-à-tête, Thomas Boni Yayi ha presentato a Patrice Talon una serie di proposte e richieste, relative in particolare al rilascio dei “detenuti politici”.